# Maria Austria Instituut
Het Maria Austria Instituut (MAI) is een fotoarchiefinstelling in Amsterdam opgericht in 1979. Het instituut beheert de archieven van ruim 50 fotografen die een band met Amsterdam hadden. Het is gevestigd in het Stadsarchief Amsterdam en werkt met het stadsarchief samen. Het instituut is in 1976 opgericht, na de dood van de fotografe Maria Austria naar wie het instituut vernoemd is.
Het beheert collecties van o.a.:
- Maria Austria
- Eva Besnyö
- Carel Blazer
- Hans Dukkers
- Hanna Elkan
- Paul Huf
- Henk Jonker
- Philip Mechanicus
- Bert Nienhuis
- Sem Presser